# Armadillidium peraccae
Armadillidium peraccae är en kräftdjursart som beskrevs av Tua 1900. Armadillidium peraccae ingår i släktet Armadillidium och familjen klotgråsuggor. Utöver nominatformen finns också underarten A. p. odhneri.